# AAA Vision
De AAA Vision is een zelfbouwvliegtuig dat verkocht wordt als bouwplannen door Steve Rahm. Het ontwerp is een 2-zits laagdekker gemaakt van composiet materialen en heeft een conventionele staartwiel configuratie. 

## Specificaties
- Bemanning: 1 piloot
- Capaciteit: 1 passagier
- Lengte: 5,82 m
- Spanwijdte: 6,61 m
- Hoogte: 2,23 m
- Vleugeloppervlak: 7,9 m²
- Leeggewicht: 386 kg
- Beladen gewicht: 614 kg
- Max takeoff gewicht:
- Max snelheid: 269 km/h
- Bereik:
- Plafond:
- Motoren: 1× Subaru, 75 kW (100pk)